# Casting Crowns
Casting Crowns is een christelijke rockband uit Daytona Beach, Florida, VS.
Casting Crowns begon in 1999 als hobbyband, opgericht door leden van een jongerengroep van de First Baptist Church in Daytona Beach. Onder leiding van Mark Hall, een jongerenwerker uit deze gemeente en zanger van de band, begon Casting Crowns eigen nummers te schrijven en kreeg de band een samenstelling van zeven leden.
De band bleek een succesvol project dat werd ontdekt door enkele christelijke artiesten. Casting Crowns nam in 2003 haar debuutalbum, dat dezelfde naam als de band draagt, op. De band is onderscheiden met een Grammy en meerdere Dove Awards en heeft tot nog toe negen albums uitgebracht.

## Albums

### Casting Crowns
Zoals de serieuze interesse van de “ontdekkers” van de band al een beetje deed verwachten bleek dit album een groot succes. 'Casting Crowns' kreeg de platina-status. Van het album werden 3 singles uitgebracht: “If we are the body”, “Who am I” en “Voice of Truth” waarvan allen top 3 en de laatste twee zelfs de nr. 1 positie bereikten in de christelijke hitlijst. Het nummer “Voice of Truth” was de grootste hit van het album, het behield een recordbrekende periode van 14 weken de nr. 1 positie op twee belangrijke christelijke charts. Een record dat een paar jaar later, door weer een eigen nummer gebroken, zou worden.

### Lifesong
In 2005 volgde het tweede album: “Lifesong”. Evenals “Casting Crowns” werd ook dit album een groot succes. Het album debuteerde op de negende plaats in de Billboard top 200, en zou uiteindelijk 75 weken genoteerd blijven in de lijst. Net iets korter dan het debuutalbum dat 88 weken genoteerd bleef. Ook “Lifesong” werd goed ontvangen en bereikte eveneens de platina-status. Singles van het album werden de titel-track “Lifesong”, “Praise You in this Storm” en “Does Anybody Hear Her”. Al deze singles werden nr. 1 hits in de eerder genoemde christelijke hitlijst in de Verenigde Staten, iets dat onderstreept dat het album goed ontvangen werd. Het album is onderscheiden met een Grammy.

### The Altar and the Door
De release van The Altar and the Door, het derde album van de band, was in 2007. Hoewel er van dit album, dat ook al snel de gouden status kreeg, minder exemplaren verkocht werden, zou het wel de bron van de best verkopende single van de Casting Crowns worden: East to West. De single versloeg Voice of Truth dat 14 weken op nummer 1 stond, en bleef in totaal een recordbrekende periode van 16 weken nummer 1 staan in de belangrijkste Amerikaanse christelijke hitlijst, een periode die nog niet geëvenaard is door een andere plaat. Andere singles van het album werden Every Man en Slow Fade. Deze bereikten echter minder grote hoogten met respectievelijk een 3e en een 11e positie. De verwachtingen van het album waren echter hooggespannen zoals te zien aan de binnenkomst in de Billboard album top 200 op plaats 2.

### Peace on Earth
Het vierde album van de band is het album “Peace on Earth”, uitgebracht in het najaar van 2008. Dit album is een kerstalbum, en bevat vooral eigen uitvoeringen van traditionele kerstnummers. De band heeft 2 eigen nummers toegevoegd. De titeltrack: "Peace on Earth" is verschenen als single.

### Until the Whole World hears
Eind oktober 2009 werd het album "Until the whole world hears" uitgebracht in Nederland. De release in de Verenigde Staten volgde een maand later, in november. De titel werd gekozen naar aanleiding van de wens door een collega pastor van Mark Hall, dat hun roeping zou blijven bestaan, totdat de hele wereld zou hebben gehoord van Christus en de boodschap van het evangelie. Het zijn de woorden van Johannes in zijn evangelie. Naar Halls woorden "Er moet een intentie liggen achter alles wat we doen", en deze zin uit Johannes zou deze intentie voor de band zijn. De eerste single van het album zal "Until the whole world hears" zijn. Latere singles zullen later worden gepubliceerd.

### Come to the Well
Het zesde studiealbum van Casting Crowns heet "Come to the Well" (vertaald: Kom naar de Bron) en is in de loop van 2011 verschenen.

### Thrive
Het zevende album van de Casting Crowns is uitgekomen op 28 januari 2014 en heet "Thrive". In September 2013 was uit het album de single "All You've Ever Wanted" al verschenen.

### The Very Next Thing
Het achtste album van Casting Crowns werd in 2016 uitgebracht, en kreeg de naam 'The Very Next Thing'. In het album zijn onder meer de tracks 'The Very Next Thing', 'Hallelujah' en 'What if I Gave Everything' opgenomen.

### Only Jesus
In november 2018 werd het album Only Jesus van Casting Crowns uitgebracht.

## Appellerende teksten
Zoals vermeld heeft de band een uitgesproken christelijke identiteit, die doorklinkt in hun nummers. Nu zie je dat terug bij de meeste christelijke bands, maar tekstueel onderscheidt de band zich in een aantal nummers van de meeste bands door duidelijk ook problemen binnen eigen kring op te merken. Goed voorbeeld daarbij is het nummer “If we are the Body” dat stilstaat bij de eenheid van het lichaam van Christus op aarde. Het roept op om, als christen, naast woorden te spreken en te lezen over het feit dat de christenen het lichaam van Christus op aarde mogen zijn, ook naar de woorden te handelen. Iets dat concreet betekent dat christenen samen zouden moeten werken als één lichaam, en zo samen in de wereld te staan.,
Een ander voorbeeld is het nummer “Stained Glass Masquerade” waarin de hoofdpersoon zich afvraagt of de mensen in de gemeente zich niet sterker voordoen dan ze zijn. In het nummer verwoordt hij dat door te vragen of we figuurlijk “vrolijke plastic mensen” zijn, die een muur om zich hebben opgetrokken om hun zwakheid af te dekken, en een glimlach die eigenlijk de pijn en de moeilijkheden, die mensen soms hebben, verbergt. De vraag die hij dan vervolgens stelt is of iemand hem nog met open armen zou ontvangen als hij zich wel uitte. Een wellicht ietwat uitdagende vraag; maar voor de teksten van Casting Crowns kenmerkend.
De hierboven genoemde nummers zijn echter slechts twee voorbeelden. Meer nummers kennen een dergelijke opzet, en je zou het dan ook kenmerkend kunnen noemen voor de visie die ze op hun identiteit als christelijke band hebben.

## Discipelschap
Casting Crowns wil, zoals eerder vermeld, een uitgesproken christelijke band zijn. Dit komt zoals bij veel bands allereerst tot uitdrukking in de lyrics van de nummers. Ze zien het werk als band als een verlenging van hun dagelijks werk als jeugdwerkers in de kerk. Een verantwoordelijkheid die ze omschrijven met ‘ministry’; ofwel discipelschap. Mark Hall beschrijft hun muziek dan ook als “Ministry of Discipleship”. Met de nummers die ze schrijven hopen ze jongeren te bereiken, hen te stimuleren tot gesprek over onderwerpen die normaal misschien niet zo ter sprake zouden komen.
Over de herkomst van de teksten van veel nummers zegt Hall verder in een interview over het album "Until the Whole world hears" dat de doordeweekse avonden bij hun werk als jongerenpastor vaak inspiratie zijn voor nieuwe teksten. Op die momenten komen de praktische vragen naar voren die ze vervolgens willen verwerken in een tekst.
Hoewel je bij actief discipelschap vaak persoonlijk contact zou verwachten, wil de band een andere invulling geven aan het discipel-zijn. Omdat de concertavonden vaak maar een eenmalige ontmoeting zijn met de lokale gemeenten is het persoonlijk contact haast niet aanwezig. Het contact dat er is loopt dan ook voornamelijk door de op zo’n avond gedeelde nummers en teksten.
De teksten spelen dus een belangrijke rol. Over de thematiek van de nummers zegt Mark Hall in een interview: “Alle nummers die men ooit van ons zal horen, zullen gaan over dingen waarover we in onze gemeente praten of waarmee mensen te maken hebben in hun dagelijks leven.” Hun rol als discipelen omschrijft Hall in hetzelfde interview als volgt:
“God doesn’t need me to go in there and be the church. God’s calling me to go into that city and pour water on the seeds that are already planted there. We’re not bringing anything into town on our bus that wasn’t there before. We’re not saying anything new that hasn’t already been said. We’re just reaffirming what’s already going there.”
Vrij vertaald met:
“God vraagt niet van me om daar [de locatie van het concert] naar binnen te gaan om daar de kerk te zijn. God roept me naar die stad om water te sprenkelen op de zaden die daar al aanwezig zijn. We brengen geen nieuwe boodschap met ons mee die er nog niet was gebracht. We zeggen niets nieuws dat niet al is gezegd. We herbevestigen alleen wat daar al gaande is.”

## Bandleden

### Huidige leden
- Mark Hall – zang, teksten (1999-heden)
- Juan DeVevo – akoestische gitaar (1999-heden)
- Melodee DeVevo – viool (1999-heden)
- Hector Cervantes – elektrische gitaar (1999-heden)
- Chris Huffman – basgitaar (2001-heden)
- Megan Garett – keyboard, achtergrondzang (2001-heden)
- Brian Scoggin - drums (2009-heden)

### Voormalige leden
- Andy Williams – drums (2001-2009), hij overleed in juli 2021 bij een verkeersongeval.

## Discografie

### Albums
| Jaar | Titel                        | Label(s)                                      |
| ---- | ---------------------------- | --------------------------------------------- |
| 2003 | Casting Crowns               | Sony BMG Beach Street Records Reunion Records |
| 2005 | Lifesong                     | Sony BMG Beach Street Records Reunion Records |
| 2007 | The Altar and the Door       | Sony BMG Beach Street Records Reunion Records |
| 2008 | Peace on Earth               | Sony BMG Beach Street Records Reunion Records |
| 2009 | Until the Whole World hears  | Sony BMG Beach Street Records Reunion Records |
| 2011 | Come to the Well             | Sony BMG Beach Street Records Reunion Records |
| 2013 | The Acoustic Sessions vol. 1 |                                               |
| 2014 | Thrive                       |                                               |
| 2016 | The Very Next Thing          |                                               |
| 2017 | It's Finally Christmas       |                                               |
| 2017 | Only Jesus                   |                                               |

### Singles
| Jaar | Titel                       | Album                       |
| ---- | --------------------------- | --------------------------- |
| 2003 | If we are the Body          | Casting Crowns              |
| 2003 | Who am I                    | Casting Crowns              |
| 2003 | Voice of Truth              | Casting Crowns              |
| 2005 | Lifesong                    | Lifesong                    |
| 2005 | Praise You in this Storm    | Lifesong                    |
| 2006 | Does Anybody Hear Her       | Lifesong                    |
| 2007 | East to West                | The Altar and the Door      |
| 2007 | Every Man                   | The Altar and the Door      |
| 2008 | Slow Fade                   | The Altar and the Door      |
| 2009 | Until the Whole World hears | Until the Whole World hears |
| 2010 | If We've Ever Needed You    | Until the Whole World hears |
| 2011 | Glorious Day                | Until the Whole World hears |
| 2011 | Courageous                  | Come to the well            |
| 2012 | Jesus, Friend of Sinners    | Come to the well            |
| 2012 | Already There               | Come to the well            |
| 2013 | All You've Ever Wanted      | Thrive                      |